# VDK Gent Dames
VDK Gent Dames – żeński klub piłki siatkowej z Belgii. Swoją siedzibę ma w mieście Gandawa. Został założony w 1990. Występuje w Ere Divisie Dames. 

## Sukcesy
- Mistrzostwa Belgii
  -  1. miejsce: 2013, 2022[1]
  -  2. miejsce: 2008, 2010, 2011, 2012
- Puchar Belgii
  -  1. miejsce: 2009
  -  2. miejsce: 2007, 2008, 2011
- Superpuchar Belgii
  -  1. miejsce: 2009, 2011, 2013
- Puchar Challenge
  -  3. miejsce: 2012